# Зелёная шишколобая рыба-попугай
Зелёная шишколобая рыба-попугай, или шишколобый болбометопон (лат. Bolbometopon muricatum) — вид лучепёрых рыб из семейства рыб-попугаев (Scaridae), выделяемый в монотипический род шишколобых рыб-попугаев (Bolbometopon). Самый крупный представитель семейства, достигающий длины 1,3 м и веса до 46 кг.

## Распространение
Населяет воды Индийского и Тихого океанов, от Красного моря на западе до островов Самоа на востоке ареала, и от Яэяма (Япония) и Уэйка (атолл между Филиппинами и Гавайями) на севере, до Большого Барьерного Рифа (Австралия) и Новой Каледонии на юге: между 30° с. ш. и 24° ю. ш.

## Образ жизни
Встречается на глубине от 1 до 30 м. Питаются кораллами, водорослями, моллюсками. Встречаются группами до 40 особей. Самки и самцы окрашены одинаково. Живут до 40 лет. Самцы во время драк могут бодаться своими толстыми лбами.